# Pellitida
Pellitida es un orden de protistas del grupo Amoebozoa. Son amebas aplanadas que presentan una cubierta integrada en la membrana plasmática que envuelve a toda la célula, a excepción del extremo distal. Para la locomoción y la fagocitosis producen subseudopodios cortos que sobresalen en el extremo distal que está cubierto únicamente por la membrana celular.